# Metaphysäre Dysplasie Typ Braun-Tinschert
Die Metaphysäre Dysplasie Typ Braun-Tinschert ist eine sehr seltene angeborene, zu den Skelettdysplasien gehörige Erkrankung mit Auftreibungen der Metaphysen der langen Röhrenknochen, Verbiegung des Radius und Exostosen.
Die Erstbeschreibung und Abgrenzung als eigenständige Erkrankung erfolgte im Jahre 2001 durch die Ärzte H. S. Braun, P. Nürnberg und S. Tinschert.

## Verbreitung
Die Häufigkeit ist nicht bekannt, bislang wurde lediglich über zwei Familien – teilweise in 5 Generationen – berichtet. Die Vererbung erfolgt autosomal-dominant.

## Klinische Erscheinungen
Klinische Kriterien sind:
- abnormale Konfiguration der Metaphysen mit Verbreitung der langen Röhrenknochen
- Erlenmeyerkolbenartige Form des Oberschenkelknochens
- Aufweitung und Verbiegung des Radius mit Varusstellung
- flache Exostosen der langen Knochen am Übergang der Diaphyse zur Metaphyse

## Differentialdiagnostik
Abzugrenzen ist das Pyle-Syndrom mit rezessivem Erbgang und fehlender Radiusdeformierung.